# Ben Sullivan
Ben Sullivan (Boston, Massachusetts, 1984. március 19. –) amerikai kosárlabdázó és kosárlabdaedző, 2024-től a Houston Rockets edzőhelyettese. Korábban a Cal State Northridge és a Portlandi Egyetem centerjeként játszott. NBA-beli karrierje során főleg dobóedzőként dolgozott.

## Pályafutása
Kezdetben a Portland Pilots játéktechnológiai igazgatója, majd a Lewis & Clark Pioneers edzőhelyettese, emellett egy Washington állambeli építészvállalat irodavezetője volt.

### San Antonio Spurs
2012-ben Ime Udoka gyakornoka lett, feladata jelentések és elemzések készítése, valamint a játékosok igényére szabott egyéni edzés volt. Később Chip Engellanddal, az NBA egyik legjobb dobóedzőjével is együtt dolgozott.

### Atlanta Hawks
2014. augusztus 20-án Mike Budenholzer helyetteseként az Atlanta Hawks munkatársa lett.

### Milwaukee Bucks
A 2018–19-es szezon kezdete előtt követte Budenholzert a Milwaukee Buckshoz, ahol Jánisz Antetokúnmpo, az NBA legértékesebb játékosának dobóedzője volt. 2021-ben a csapat NBA-bajnok lett.

### Boston Celtics
A 2021–22-es szezon kezdete előtt felvették a Boston Celticshez.

### Houston Rockets
2023. július 3-án bejelentették, hogy 2024-től a Houston Rockets edzőhelyettese lesz.

## Fordítás
- Ez a szócikk részben vagy egészben  a   Ben Sullivan (basketball) című angol Wikipédia-szócikk ezen változatának fordításán alapul.  Az eredeti cikk szerkesztőit annak laptörténete sorolja fel. Ez a jelzés csupán a megfogalmazás eredetét és a szerzői jogokat jelzi, nem szolgál a cikkben szereplő információk forrásmegjelöléseként.